# Ganonema dracula
Ganonema dracula är en nattsländeart som beskrevs av Malicky och Chantaramongkol in Malicky 1994. Ganonema dracula ingår i släktet Ganonema och familjen Calamoceratidae. Inga underarter finns listade i Catalogue of Life.